# Karl Heinz Hosse
Karl Heinz Hosse (* 17. Dezember 1942 in Esslingen am Neckar; † 24. Februar 2024 in Arnsberg) war ein deutscher Künstler und Autor, der unter dem Künstlernamen KAHOS arbeitete.

## Leben
Hosse arbeitete nach einer Ausbildung als Schriftsetzer zuletzt bei der Firma Interprint in der grafischen Abteilung (Dekore auf den Oberflächen von Möbeln, Fußböden und im Innenausbau). Als eines der letzten verbliebenen Gründungsmitglieder gehörte er seit 1980 der Künstlergemeinschaft „Der Bogen“ an. 
In seiner Kunst beschäftigte sich Hosse mit Malerei, Zeichnung, Objekt- und Aktionskunst, sowie der Lyrik und Wortkunst. Eine seiner bekanntesten Aktionen war 2013 die künstlerischen Gestaltung von Kaugummis in der Fußgängerzone von Arnsberg-Neheim. Er agierte auch als Kurator und Initiator des Sommergelee in Neheim. Seine Werke wurden von der Art Galerie Helga Oberkalkofen in Siegen geführt.
Hosse war der Vater des ebenfalls Kunstschaffenden John Hosse sowie von drei weiteren Kindern. Er lebte in Arnsberg-Neheim.

## Ausstellungen (Auswahl)
- 1982: Morgnerhaus Soest
- 1984: Galerie im Klingenmuseum Solingen
- 1987: Galerie de Arta, Alba Iulia, Rumänien
- 1988: Werkstattgalerie DER BOGEN (Einzelausstellung)
- 1988: Kunstverein Soest, Kunstpavillon
- 1988: Kunstverein Gütersloh
- 1989: Bergkerk, Deventer, Niederlande mit TV-Porträt, WDR 3
- 1989: Kunstzentrum Bosener Mühle, Nohfelden
- 1992: Werkstattgalerie Der Bogen (Einzelausstellung)
- 1993: Fos-sur-Mer, Frankreich
- 1993: Sauerland-Museum, Arnsberg (Katalog)
- 1996: Deutsche Bank, Amsberg
- 1997: Literatur-Cafe, Arnsberg
- 2002: Art Galerie, Siegen
- 2008: Art Galerie, Siegen
- 2009: Wächter der Ruhe – Wächter der Ruhr
- 2012: Art Galerie, Siegen
- 2012: Kunstverein Dortmund
- 2014: Werkstattgalerie Der Bogen, Arnsberg
- 2014: Kunstverein Linz